# فرهنگ شولاوری-شومو
فرهنگ شولاوری–شومو (انگلیسی: Shulaveri–Shomu Culture) که به نام شولاوری-شوموتپه-آراتاشن (انگلیسی: Shulaveri-Shomutepe-Aratashen)، نیز شناخته می‌شود، یک فرهنگ باستان‌شناسی است که در قلمرو گرجستان، جمهوری آذربایجان و ارمنستان امروزی و همچنین بخش‌هایی از شمال ایران در دوران نوسنگی پسین/مس‌سنگی وجود داشته است، که از اواخر هزاره هفتم پیش از میلاد تا اوایل هزاره پنجم پیش از میلاد ادامه داشت. فرهنگ کورا-ارس بعدا جانشین این فرهنگ می‌شود.